# Netnografi
Netnografi er en særegen form for kvalitativ metode, der muliggør undersøgelser af sociale interaktioner på digitale medier. Ofte benyttes forskningsmetoden som en del af undersøgelser af sociale medier, men også digitale medier i videre forstand. Den netnografiske metode består af en række forskningspraksisser herunder dataindsamling, analyse og etik og tager ofte udgangspunkt i deltagerobservation, hvor forskeren lever sig i digitale fællesskaber eksempelvis ved at besøge digitale rum i kortere eller længere perioder. Den netnografiske metode er således en tilpasset version af den etablerede metode, deltagerobservation, der kendes fra etnografisk arbejde af eksempelvis antropologer, sociologer og psykologer.
En stor del af den data, netnografiske undersøgelser bruger som grundlag, er skabt af brugere, når disse kommunikerer med hjælp af internettet. Denne data bliver ofte lagret af skaberen for eksempel en virksomhed, og selvom meget data ligger offentligt tilgængeligt kræver mange virtuelle fællesskaber, at man søger om adgang til data eksempelvis ved at melde sig ind i en facebook-gruppe eller få data udleveret af brugerne. Data kan eksempelvis være chattråde, opslag på digitale fora samt disses tilknyttede kommentarspor.